# Eleições presidenciais do Brasil no Pará
A seguir está uma tabela das eleições presidenciais do Brasil no Pará, ordenadas por ano. Desde as eleições de 1945.
Situado na Região Norte, sendo o segundo maior estado do país em extensão territorial, com uma área de 1 245 870,798 km², constituindo-se na décima-terceira maior subdivisão mundial. É maior que a área da Região Sudeste brasileira, com seus quatro estados, e um pouco menor que o estado norte-americano do Alasca. É dividido em 144 municípios, que possuem área média de 8 651,881 km². O maior deles é Altamira com 159 533 km², o quinto município mais extenso do mundo e o maior município do Brasil.
Os vencedores do estado estão em negrito.

## Partidos com mais vitórias
| Partido | Vitórias | Eleições                            |
| ------- | -------- | ----------------------------------- |
| PT      | 6        | 2002, 2006, 2010, 2014, 2018 e 2022 |
| PSD     | 3        | 1945, 1950 e 1955                   |
| PSDB    | 2        | 1994 e 1998                         |
| PTN     | 1        | 1960                                |
| PRN     | 1        | 1989                                |

## Eleições de 1945 até hoje
|  | Mesmo vencedor nacional        |
|  | Vencedor diferente do nacional |

### Nova República (1985–presente)
| Ano  | Turno | Vencedor          | Part. | Votos     | %     | Segundo lugar   | Part. | Votos     | %     | Terceiro lugar    | Part. | Votos   | %     | Ref    |
| ---- | ----- | ----------------- | ----- | --------- | ----- | --------------- | ----- | --------- | ----- | ----------------- | ----- | ------- | ----- | ------ |
| 2022 | 1.º   | Lula da Silva     | PT    | 2 443 730 | 52,22 | Jair Bolsonaro  | PL    | 1 884 673 | 40,27 | Simone Tebet      | MDB   | 204 075 | 4,36  | [ 2 ]  |
| 2022 | 2.º   | Lula da Silva     | PT    | 2 509 084 | 54,75 | Jair Bolsonaro  | PL    | 2 073 895 | 45,25 | -                 | -     | -       | -     | [ 2 ]  |
| 2018 | 1.º   | Jair Bolsonaro    | PSL   | 1 499 294 | 36,19 | Fernando Haddad | PT    | 1 714 822 | 41,39 | Ciro Gomes        | PDT   | 415 593 | 10,03 | [ 3 ]  |
| 2018 | 2.º   | Jair Bolsonaro    | PSL   | 1 742 188 | 45,19 | Fernando Haddad | PT    | 2 112 769 | 54,81 | -                 | -     | -       | -     | [ 3 ]  |
| 2014 | 1.º   | Dilma Rousseff    | PT    | 2 040 696 | 53,18 | Aécio Neves     | PSDB  | 1 057 860 | 27,57 | Marina Silva      | PSB   | 627 012 | 16,34 | [ 4 ]  |
| 2014 | 2.º   | Dilma Rousseff    | PT    | 2 103 829 | 57,41 | Aécio Neves     | PSDB  | 1 560 470 | 42,59 | -                 | -     | -       | -     | [ 4 ]  |
| 2010 | 1.º   | Dilma Rousseff    | PT    | 1 699 799 | 47,93 | José Serra      | PSDB  | 1 336 887 | 37,70 | Marina Silva      | PV    | 474 841 | 13,39 | [ 5 ]  |
| 2010 | 2.º   | Dilma Rousseff    | PT    | 1.791.443 | 53,20 | José Serra      | PSDB  | 1.576.154 | 46,80 | -                 | -     | -       | -     | [ 5 ]  |
| 2006 | 1.º   | Lula da Silva     | PT    | 1 631 569 | 51,78 | Geraldo Alckmin | PSDB  | 1 310 437 | 41,59 | Heloísa Helena    | PSOL  | 149 278 | 4,74  | [ 6 ]  |
| 2006 | 2.º   | Lula da Silva     | PT    | 1 840 154 | 60,12 | Geraldo Alckmin | PSDB  | 1 220 564 | 39,88 | -                 | -     | -       | -     | [ 6 ]  |
| 2002 | 1.º   | Lula da Silva     | PT    | 1 070 416 | 42,27 | José Serra      | PSDB  | 673 488   | 26,59 | Anthony Garotinho | PSB   | 510 470 | 20,16 | [ 7 ]  |
| 2002 | 2.º   | Lula da Silva     | PT    | 1 317 472 | 52,65 | José Serra      | PSDB  | 1 184 624 | 47,35 | -                 | -     | -       | -     | [ 7 ]  |
| 1998 | 1.º   | Fernando Henrique | PSDB  | 1 020 868 | 56,81 | Lula da Silva   | PT    | 530 722   | 29,53 | Ciro Gomes        | PPS   | 165 670 | 9,22  | [ 8 ]  |
| 1994 | 1.º   | Fernando Henrique | PSDB  | 809 793   | 54,53 | Lula da Silva   | PT    | 453.794   | 30,56 | Enéas Carneiro    | PRONA | 115.955 | 7,81  | [ 9 ]  |
| 1989 | 1.º   | Fernando Collor   | PRN   | 793 384   | 52,01 | Lula da Silva   | PT    | 294 981   | 19,34 | Leonel Brizola    | PDT   | 52 361  | 3,43  | [ 10 ] |
| 1989 | 2.º   | Fernando Collor   | PRN   | 1 105 646 | 72,49 | Lula da Silva   | PT    | 419 643   | 27,51 | -                 | -     | -       | -     | [ 10 ] |

### República Populista (1945–1964)
| Ano  | Turno | Vencedor             | Part. | Votos   | %    | Segundo lugar | Part. | Votos  | %    | Terceiro lugar    | Part | Votos  | %    | Ref.   |
| ---- | ----- | -------------------- | ----- | ------- | ---- | ------------- | ----- | ------ | ---- | ----------------- | ---- | ------ | ---- | ------ |
| 1960 | único | Jânio Quadros        | PTN   | 102 175 | 48,5 | Teixeira Lott | PSD   | 90 261 | 42,8 | Ademar de Barros  | PSP  | 18.074 | 8,5  | [ 11 ] |
| 1955 | único | Juscelino Kubitschek | PSD   | 89 344  | 49,5 | Juarez Távora | UDN   | 21 406 | 11,8 | Ademar de Barros  | PSP  | 65 176 | 36,1 | [ 12 ] |
| 1950 | único | Getúlio Vargas       | PTB   | 55 978  | 29,9 | Eduardo Gomes | UDN   | 52 761 | 28,2 | Cristiano Machado | PSD  | 78 032 | 41,7 | [ 13 ] |
| 1945 | único | Eurico Dutra         | PSD   | 61 591  | 56,2 | Eduardo Gomes | UDN   | 43 537 | 39,7 | Iedo Fiúza        | PCB  | 4 272  | 3,9  | [ 14 ] |